# 愛知国際放送

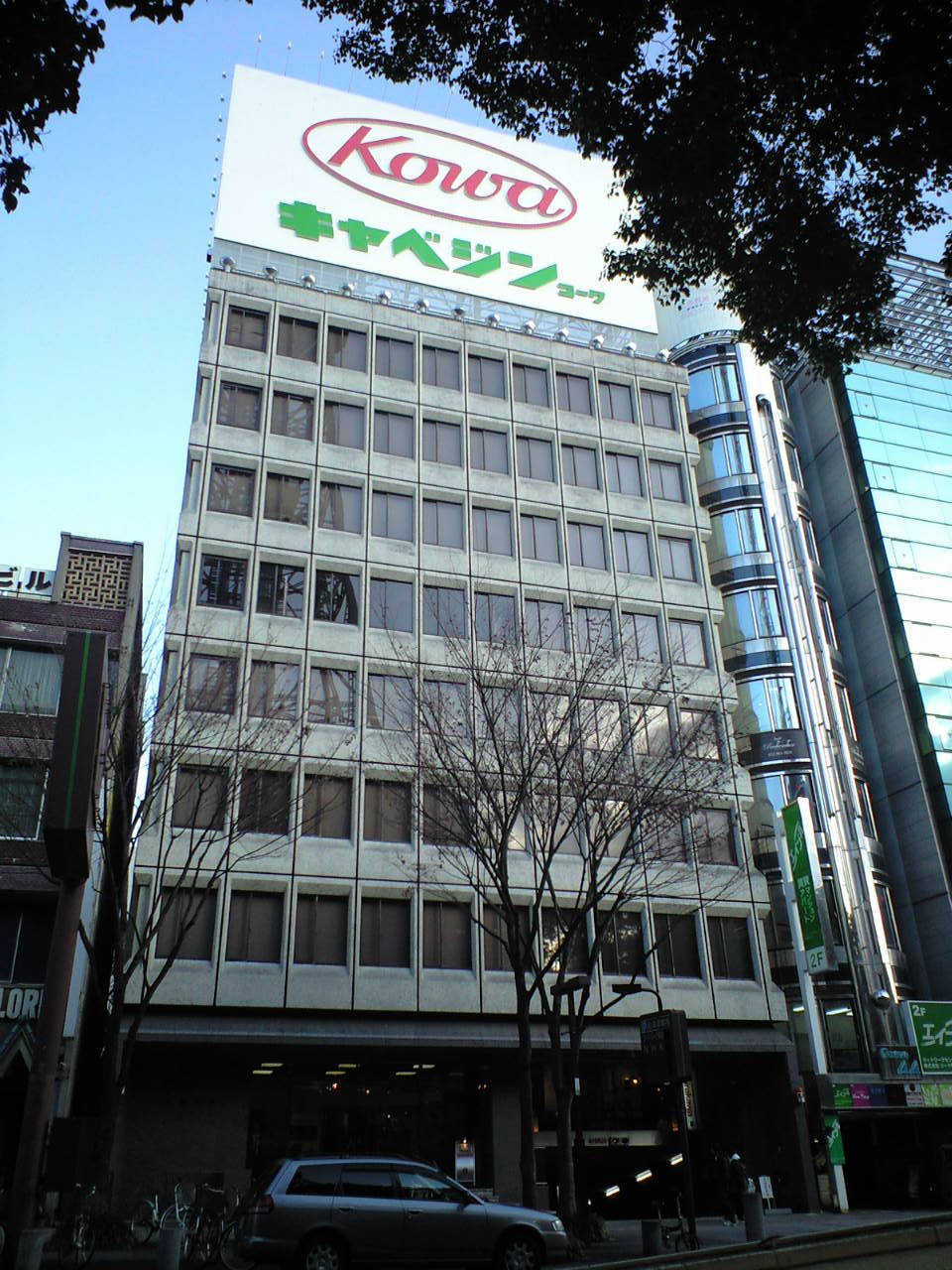
愛知国際放送（RADIO-i）が入居していた久屋ビル（6階に入居）。テナントオーナーも含め興和グループの一員であるため、他に入居しているテナントのほとんどが同グループ関連の会社や同社の労働組合である。

愛知国際放送株式会社（あいちこくさいほうそう、英文社名: Aichi International Broadcasting Co., Ltd.）は、かつて存在した、超短波放送（FM放送）で外国語放送を行っていた一般放送事業者（現：民間特定地上基幹放送事業者）。愛称はRADIO-i（レディオ・アイ）。
コミュニティ放送を除く一般放送事業者で他社との合併や事業譲渡がされずに、自主的に閉局し解散した初めての事業者となった。

## 概要
中京広域圏及び静岡県の内、外国語放送実施地域（愛知県名古屋市、瀬戸市、豊田市、岡崎市、常滑市、豊橋市及び静岡県浜松市）を放送対象地域とした。他の愛知県に本社を置く放送局とは異なり、静岡県浜松市が放送対象地域に含まれていたため、愛知県内の放送局で唯一静岡県内に中継局を持つ放送局だった。実際の聴取可能地域としては、岐阜県美濃地方、三重県の平野部のほぼ全域までが含まれていた。
名古屋に本店を置き、製薬や光学機器などを扱う商社である興和グループの一員であり、放送機器も興和製の物を使用していた。サービスエリアはMIDLAND（ミッドランド）、パーソナリティはiJ（アイジェイ）と呼ばれていた。MegaNet系列に加盟した外国語放送局の一つで、日本語や英語だけでなく、中国語、タガログ語、スペイン語、韓国語、ポルトガル語等の番組も放送していた。
開局当初よりキャッチコピーは「Feel the waves, Soothe your mind.」（波を感じ、心を癒せ）。なお、ミッドランドスクエアシネマでイメージCMを映画上映前に流しており、そこでのキャッチコピーは「ラジオのある生活、RADIO-i」だった。
開局時より赤字が続いたことから2010年9月30日24:00（翌10月1日0:00）の放送終了をもって閉局し、同年10月7日、放送免許が総務省に返上された。

## 資本構成
2003年3月31日時点。出典：
| 資本金      | 発行済株式総数 | 株主数 |
| ----------- | -------------- | ------ |
| 9億6000万円 | 19,200株       | 28     |

| 株主             | 株式数   | 比率   |
| ---------------- | -------- | ------ |
| 興和             | 10,834株 | 56.42% |
| 敷島製パン       | 01,200株 | 06.25% |
| ジャパンタイムズ | 01,000株 | 05.20% |
| トヨタ自動車     | 00,600株 | 03.12% |
| 電通             | 00,576株 | 03.00% |
| 中日新聞社       | 00,480株 | 02.50% |
| UFJ銀行          | 00,400株 | 02.08% |
| 名古屋鉄道       | 00,400株 | 02.08% |
| 中部電力         | 00,400株 | 02.08% |
| シーキューブ     | 00,400株 | 02.08% |
| エフエム愛知     | 00,300株 | 01.56% |
| 愛知県           | 00,100株 | 00.52% |
| 名古屋市         | 00,050株 | 00.26% |

## 歴史

### RADIO-iの誕生
1999年8月10日、愛知国際放送株式会社（RADIO-i。以降同社）を設立。会社設立とほぼ同時（1999年12月）にInterFM・FM COCOLO・Love FMからなるMegaNetを設立する（事実上のキー局はInterFM）。
2000年4月1日6:00（JST）、5年後に愛・地球博を控えた中、地域の国際化を図る目的で興和を中心とした地元財界が出資し開局。日本の地上波民間放送局では全国190番目、うちラジオでは全国99番目、FMでは全国51番目だった。同年9月1日には豊橋と浜松に中継局が開局し、サービスエリアが構築された。

### 西洋式スタジオへの改良
RADIO-iには、かつて2つの放送スタジオが存在した。従来の日本式放送室を構えた第1スタジオは、アナウンサー、エンジニア、ディレクター、また、アシスタントディレクター（AD）のための個別ブースが備えてあり、アナウンス室の外でADが待機できる場が設けられているほど大規模なものだった。アナウンサーとその他のスタッフの間には、防音窓が設置され、アナウンサーとディレクターの通信には、スタジオ内インターコムが使用されていた。第2スタジオは、第1よりも小規模で、ディスクジョッキー（DJ）またはディレクターが1人で作業する造りとなっていた。ワンマンDJスタイルといわれるこの形式は、米国はもとより、ほとんどの海外小規模ラジオ放送局で活用されている。日本では、1993年に北海道のFM North Wave （FM NORTH WAVE）が同スタイルを導入。その後、多数のラジオ放送局も同スタイルを取り入れ、1997年には福岡のLOVE FM （ラブエフエム国際放送）もワンマンDJスタイルを取り込んだ。近隣のラジオ放送局に合わせ、RADIO-iもまた、同スタイルの導入を決定。かつてワンマンDJとして活躍していたRADIO-iの放送部長主導のもと、2000年2月に、経験豊かなワンマンDJの直接雇用およびオーディションを実施した。ワンマンDJスタイルは、1993年より日本国内の放送局で活用されていたスタイルであり、RADIO-i独自のものではない。
このほか愛知県豊田市三国山から電波を発信したため、受信は良好で三重県や岐阜県のかなりの部分でも聴取可能で、コミュニティFMよりもよく聴こえた。

### 慢性的な赤字経営、放送終了へ
地元財界の主要企業の出資を受け順風満帆な船出をしたかのように見えたRADIO-iではあったが、開局当初からラジオ離れが進む時勢であり、赤字経営が続く。2004年度には興和より電子機器販売事業を請け負い、展示会Inter BEEでは興和と連名で販売ブースを設けるなど収入改善を図ろうとしたが、業績回復には繋がらなかった。
2008年8月、経営効率化のために全株式を興和が引き受け、興和の100%子会社となる。しかし、2008年9月に起こったリーマン・ショックが東海地方の経済にも直撃したことで、一層広告収入が落ち込み、親会社の興和も同社を支えきれなくなる状況に陥った。
そのような状況下、2010年1月1日1:00（2009年12月31日25:00） - 1月11日2:00（1月10日26:00）には、DJなしで音楽を流し続けるノンストップ放送（一部時間除く）を行い、明けて1月11日には大規模な番組改編を実施した。こうした新規リスナーおよび広告料収入獲得のテコ入れを行ったものの、2010年3月期までの累積赤字は28億8400万円に膨らみ、今後も黒字転換は見込めないとして、さらに興和グループの事業再編の関係で興和のみで同社を支えきることは困難と判断したことから、同年6月15日、（他社などへの事業譲渡は行わずに）同年9月30日をもって放送終了（放送休止、閉局）することが発表された。同社は同年10月7日、放送免許を返上し、清算手続きに入ることになる。総務省によると、「公共性の観点から免許返上の容認はしないが、最後は会社側の判断」ということで、同社の放送休止を事実上容認している。なお、放送終了を決定した放送局は、民放初期の頃の合併・統合、及び沖縄のAMラジオ局極東放送がFM局に移行し、エフエム沖縄として継続した事を除けば、テレビ・ラジオを通じて県域民放としては初の閉局となった。※かつて日本に存在した放送局も参照。
同局でニュースアナウンサーを務めた広島明子のブログによれば、「私の知っている所が9月30日に閉店」とRADIO-iを名指しこそしていないが、「閉店を知らせる張り紙をギリギリまで出さず、受け継ぎたいとせっかく手を挙げた人がいても、『遅すぎましたねぇ。』で済ませようとしています」と、他社から事業譲渡の打診があったものの断っていた事を示唆している。放送作家の川合登志和は「事業譲渡の打診は、複数のジャンルの会社から挙がった模様」としつつ、「実際に打診したのはどこなのか知っているが、28億円以上もの累積赤字を誰が負担するのかという話には至らなかった。28億円以上を負担した上に赤字のラジオ局を引き受けるという奇特な人がいるのか」と述べている。
最終放送日となった2010年9月30日は、7:00 - 24:00まで17時間にわたり、閉局特別番組を生放送した。23:59に最後のコールサインを告知し、閉局の挨拶を行った。日付が変わった10月1日0:00（9月30日24:00）をもって放送終了。2分後の0:02に完全停波し、10年半の歴史に幕を下ろした（詳細は後述）。

## 閉局後

### インターネット放送で再出発
同社が閉局へと舵を切る中、2010年9月6日には、社員の一部が同局のコンセプトを継承しようと、インターネットラジオ局「RADIO iSCAPE（レディオ・アイスケープ）」を2010年10月1日より立ち上げることを発表した。名古屋市内でギャラリーやレストランを運営するパラマウントが出資し、放送部のプロデューサーが代表を務め、4人のスタッフで名古屋市西区のアパートに運営会社「有限会社エヴァ」 を立ち上げてスタートすることになる。放送形態については、DJなどのパーソナリティは置かず、平日10:00 - 18:00の間サイト上から配信。流れる音楽はイージーリスニングが主体になる。ゲストを招く際はスタッフが聞き役に回り、番組内に登場する。放送機器は同局からの譲渡でしのぎ、スポンサーも開局後に募ることにした。これにより、全国での視聴が可能となる。RADIO-iSCAPEは試験放送を経て、同年10月11日に本放送を開始した。なお、放送配信はUSTREAMを利用し、基本的には音声のみの放送（一部映像も含めて放送）をしている。.

### InterFMによる中京圏での外国語FM放送の再開
この愛知国際放送による外国語FM放送が終了して2年後の2012年10月、関東地区で展開するMegaNetの基幹局となるInterFM（当時の正式名称はエフエムインターウェーブ） が、中京圏での外国語FM放送の再開を目指した新局開局構想を発表した。2013年8月6日にInterFMから放送免許申請が提出され、11月1日付をもってエフエムインターウェーブなごやとして予備免許が下りた。2014年3月の試験放送・サービス放送を経て、4月1日午前7時にInterFM NAGOYAを正式名称 として開局した。さらに、InterFM NAGOYAは2015年10月1日「Radio NEO」に局の名称を変更した。しかし、Radio NEOも経営難および同社とInterFM897の親会社の木下グループのラジオ事業撤退を理由に2020年6月30日12:00をもって放送を終了し、RADIO-iと全く同じ末路を辿った。
なお、名古屋本局の周波数と出力はRADIO-iから事実上引き継ぐ形となるが、放送局名・コールサインと実効放射電力・送信所・演奏所・サービスエリアなどは、RADIO-iとは異なり、東山タワーを用いている（Radio NEO#放送局データ参照）。豊橋と浜松に中継局は設置されなかった。
その後、かつてZIP-FMでナビゲーターを勤めていたジェイムス・ヘイブンスが同じ周波数での新局「Heart FM」開局を目指していたがインターネット放送局として開局したのちコミュニティ放送局として開局したものの、結局周波数は、86.4MHzとなった。

## 送信所
閉局時点でのデータ
- 名古屋（愛知県豊田市三国山)・周波数  79.5MHz   出力 5kW  ERP 51kW   JOGW-FM
  - 在名FM局の半分の出力（ERPは逆に在名FM局より強かった）ながら、標高の高い三国山山頂からの送信のため、 三重県平野部（桑名市から、津市、松阪市にかけての地域）では伊勢湾を渡って受信良好で、県域局のradio CUBE FM三重と同じくらいにクリアな音質で受信できた。
ただし愛知県でも奥三河方面の東栄町、豊根村、旧津具村、旧稲武町はサービスエリア外だった[15][16]。
  - 岐阜県平野部（多治見市から各務原市、岐阜市、羽島市、大垣市などにかけて）の一部地域では県域局のRadio 80（現:FM GIFU）本局と周波数が近いため、状況によってはかなり混信するケースがあった（関東地方のNACK5とTOKYO FMと同様の状況と言える）。
  - 近鉄大阪線の新青山トンネルの西側（三重県） - 榛原（奈良県）間や名古屋市の高層階では場所によるが、当局と同じMegaNet系列のFM COCOLOも受信できた。
- 豊橋中継局・周波数 83.0 MHz  出力 50W
- 浜松中継局・周波数 79.9 MHz  出力 100W
- 直接受信可能世帯数：中京広域圏と静岡県西部（それぞれ一部地域を除く）の約410万世帯

## 放送形態
5:00起点の24時間放送を行っていた（閉局以前には毎日の24時間放送を実施しない時期もあった）。ただし、月曜 2:00 - 5:00（日曜深夜）はテクニカルメンテナンスのため休止（停波）していた。
クロージング時に、放送休止のお知らせと周波数等を日本語でアナウンスした後、日本語と同内容を英語でもアナウンスを行っていた。そして波の音が何分か流れた後、間（無音）を置かずに突然休止するパターンだった。なお、最終日（2010年9月30日）は英語でのクロージングを行わなかった。
4:50過ぎからオープニングになる。放送休止時と同様、ここでも停波状態から無音を置かずに鳥の鳴き声が流れ、放送再開のお知らせをアナウンスしていた。

### 各種情報番組
- Headline News：「RADIO-i HEAD LINE NEWS」のサウンドロゴで開始。英語、日本語の順で伝えられた。スポンサーによる提供が入る場合は、終了後にCMが放送された。放送時間帯は7:00・8:00・17:30・19:00で、かつては12:00・14:00・20:00にも放送されていた。
- Weather Information：「RADIO-i WEATHER INFORMATION」のサウンドロゴで開始された。たいていはニュースの次に放送される。ニュース時と同じく、スポンサーによる提供が有れば、終了後にCMが入った。
- Traffic Information：「RADIO-i TRAFFIC INFORMATION」のサウンドロゴで開始された。JARTICの担当者によるもので、スポンサーによる提供が入る場合は、CMが入った後に交通情報が伝えられた。閉局当日(9月30日)の放送時間は7:20、8:20、9:30、13:20、16:00、17:10、18:45。

### タイムシグナル
番組開始前や朝時間帯（6:00、7:00、8:00）、12:00、15:00などに30秒のタイムシグナル（時報）が放送された。59分30秒にスタートし、BGMに乗せながら、協賛スポンサーがある場合はそのスポンサーの日本語でのCMを、協賛スポンサーがない場合はキャッチコピーと「RADIO-i 79.5（seventy-nine point five）FM」の後、男性による英語のナレーションで、スポンサーがある場合は「RADIO-i（スポンサー名）The time is announcing（時間）O'clock.」、スポンサーがない場合は「The time is now（時間）O'clock.」が挿入された。音楽が終わったところが正時（00分00秒）となるようにタイミングが設定されていた。音楽は全曜日共通。放送終了が正式に発表されて以降、2010年9月1日からは、全スポンサーが撤退し、かつ、ほぼナレーションも挿入されなくなり、そのまま英語で時間を伝えることが多くなった。

### ニューイヤースペシャル ノンストップミュージックデイズ
2010年1月1日1:00（2009年12月31日25:00）から1月11日2:00（1月10日26:00）まで、iJなしで24時間音楽を流し続ける『ニューイヤースペシャル ノンストップミュージックデイズ』という特別番組が放送された。ただし、CM・タイムシグナルや各種情報番組（HEAD LINE NEWS, WEATHER INFORMATION, TRAFFIC INFORMATION, Public Service Announcements）と、TSUYOSHI YAMANAKA MIDNIGHT TOKYO, JIDAI MAP MEETING, GUTS Japan, AUDIO SQUAREの4番組は通常通り（この間のテクニカルメンテナンス（2010年1月3日26:00-29:00）による放送休止がなされたかは不明）。

### RADIO-i The Final Day『SAYONARA MIDLAND』〜LOVE RADIO! FOREVER MUSIC!
放送最終日は2010年9月30日7:00 - 24:00まで、『RADIO-i The Final Day『SAYONARA MIDLAND』〜LOVE RADIO! FOREVER MUSIC!』（レディオアイ・ザ・ファイナル・デイ『サヨナラ・ミッドランド』〜ラヴ・レディオ! フォーエヴァー・ミュージック!）と題し、すべてのiJが登場して放送する17時間の閉局特別番組を放送した。番組は全編にわたってstickamによる動画及びジングル･HEADLINE NEWS等のオリジナル音源とiJ音声配信が行われた。
18時30分すぎの最終ニュース『RADIO-i HEAD LINE NEWS』では、同局の閉局をニュース項目として組み入れ、これまで聴取者から寄せられた情報提供に、感謝の言葉をニュース調で述べた。ニュース枠終了後は、聴取者からニュースアナウンサーへのメールやFAXも多く寄せられていたことから、この時間枠を担当したアナウンサーであった広島明子（ひろしま・あきこ）が、iJとクロストークを交わし、メッセージを紹介したりした。
さらに、RADIO-iでは最終の交通情報枠となる、18:45頃からのTRAFFIC INFORMATIONでは、JARTIC職員から「RADIO-iからのラストのROAD TRAFFICをお伝えしてまいります。残念ながら事故の情報からお伝えしなければなりません」と閉局を意識した展開となった。情報終了後、締めくくりの言葉として「RADIO-iのラストの情報を伝えさせていただきました。本当に光栄です。10年間、RADIO-iからROAD TRAFFICをお伝えできたことを、JARTIC一同、決して忘れることはないと思います。それではRADIO-iの皆様と、今ラジオをお聞きの皆様の交通安全を心から祈りまして、お別れをしたいと思います。皆様お元気で。JARTICの吉田でした」と締めた（提供枠のためそのままCM入り、iJからの受けコメントなし）。
この番組を編成するため、29日のラ・テ欄では、「DAYBREAKER」以外のすべての番組に［終］（最終回）のマークがついた。
エンディングはiJのほぼ全員で「Thank You for the Music!!」と曲紹介、ABBAの『Thank You for the Music』がRADIO-iを締めくくる閉局直前の、最後の楽曲となった。フルコーラス演奏後、放送部長の伊藤浩司によって通常の事前収録されたコールサイン及び各地周波数と送信出力の告知に加え、「2000年4月1日から10年6か月にわたってお送りして参りました。（中略。この間再度コールサイン告知）これをもちまして当局の放送を全て終了させていただきます。長らくのご声援、本当にありがとうございました」と閉局を告げた（英語によるアナウンスはなし）。30日24:00をもって放送終了。無変調を経て、2分後の翌10月1日0:02に完全停波した。
上記のように県域民間放送初の廃局とあり、9月30日にはFM AICHIの番組内で、パーソナリティの川本えこが「放送人として複雑な9月30日」と間接的にRADIO-iの閉局に触れている他、他局になるCBCラジオや東海ラジオ放送、ZIP-FMのパーソナリティおよびDJも個人的な感想としてこの日の放送に触れている。また、10月1日放送の『news every.』中京テレビローカルパートでも取り上げられ、クリス・グレンがインタビューに答えた。この中でクリスは「びっくりした、今年開局10周年ですからお祝いの年に放送停止の発表はないと思っていた。すごく残念。ありえないと思ってる」「1番大好きで愛してるのはラジオ。そのベースがなくなると、残念ながら名古屋を離れなくてはいけないかもしれない」と述べた。なお、クリスはRadio-i閉局から半年経った2011年4月より、かつて所属していた在名局のZIP-FMに復帰している。

## 主な番組
（2010年4月1日 - 同年9月29日）

### 平日
| 時  | 月                          | 火                          | 水                          | 木                          | 金                          |
| --- | --------------------------- | --------------------------- | --------------------------- | --------------------------- | --------------------------- |
| 5   | DAYBREAKER ～MUSIC & NEWS～ | DAYBREAKER ～MUSIC & NEWS～ | DAYBREAKER ～MUSIC & NEWS～ | DAYBREAKER ～MUSIC & NEWS～ | DAYBREAKER ～MUSIC & NEWS～ |
| 6   | DAYBREAKER ～MUSIC & NEWS～ | DAYBREAKER ～MUSIC & NEWS～ | DAYBREAKER ～MUSIC & NEWS～ | DAYBREAKER ～MUSIC & NEWS～ | DAYBREAKER ～MUSIC & NEWS～ |
| 7   | RADIO-i MORNING LIVE        | RADIO-i MORNING LIVE        | RADIO-i MORNING LIVE        | RADIO-i MORNING LIVE        | RADIO-i MORNING LIVE        |
| 8   | RADIO-i MORNING LIVE        | RADIO-i MORNING LIVE        | RADIO-i MORNING LIVE        | RADIO-i MORNING LIVE        | RADIO-i MORNING LIVE        |
| 9   | RADIO-i MORNING LIVE        | RADIO-i MORNING LIVE        | RADIO-i MORNING LIVE        | RADIO-i MORNING LIVE        | RADIO-i MORNING LIVE        |
| 10  | R-i CAFE                    | R-i CAFE                    | R-i CAFE                    | R-i CAFE                    | RADIO-i ALOHA BRUNCH        |
| 11  | R-i CAFE                    | R-i CAFE                    | R-i CAFE                    | R-i CAFE                    | RADIO-i ALOHA BRUNCH        |
| 12  | RADIO-I MUSIC SURF          | RADIO-I MUSIC SURF          | RADIO-I MUSIC SURF          | RADIO-I MUSIC SURF          | RADIO-i PREMIUM FRIDAY      |
| 13  | RADIO-I MUSIC SURF          | RADIO-I MUSIC SURF          | RADIO-I MUSIC SURF          | RADIO-I MUSIC SURF          | RADIO-i PREMIUM FRIDAY      |
| 14  | RADIO-I MUSIC SURF          | RADIO-I MUSIC SURF          | RADIO-I MUSIC SURF          | RADIO-I MUSIC SURF          | RADIO-i PREMIUM FRIDAY      |
| 15  | RADIO-I MUSIC SURF          | RADIO-I MUSIC SURF          | RADIO-I MUSIC SURF          | RADIO-I MUSIC SURF          | RADIO-i PREMIUM FRIDAY      |
| 16  | RADIO-I MUSIC SURF          | RADIO-I MUSIC SURF          | RADIO-I MUSIC SURF          | RADIO-I MUSIC SURF          | RADIO-i PREMIUM FRIDAY      |
| 17  | RADIO-i EVENING PLUS        | RADIO-i EVENING PLUS        | RADIO-i EVENING PLUS        | RADIO-i EVENING PLUS        | RADIO-i EVENING PLUS        |
| 18  | RADIO-i EVENING PLUS        | RADIO-i EVENING PLUS        | RADIO-i EVENING PLUS        | RADIO-i EVENING PLUS        | RADIO-i EVENING PLUS        |
| 19  | RADIO-I KAMASAMI KONG SHOW  | RADIO-I KAMASAMI KONG SHOW  | RADIO-I KAMASAMI KONG SHOW  | RADIO-I KAMASAMI KONG SHOW  | RADIO-i BRILLIANT WAVE      |
| 20  | RADIO-I KAMASAMI KONG SHOW  | RADIO-I KAMASAMI KONG SHOW  | RADIO-I KAMASAMI KONG SHOW  | RADIO-I KAMASAMI KONG SHOW  | RADIO-i BRILLIANT WAVE      |
| 21  | RADIO-i ACROSS THE MUSIC    | RADIO-i ACROSS THE MUSIC    | RADIO-i ACROSS THE MUSIC    | RADIO-i ACROSS THE MUSIC    | RADIO-i BRILLIANT WAVE      |
| 22  | R-i JAZZ                    | R-i JAZZ                    | R-i JAZZ                    | R-i JAZZ                    | R-i JAZZ                    |
| 23  | R-i JAZZ                    | R-i JAZZ                    | R-i JAZZ                    | R-i JAZZ                    | R-i JAZZ                    |
| 翌0 | AFTER DARK                  | AFTER DARK                  | AFTER DARK                  | AFTER DARK                  | JIDAI MAP MEETING           |
| 翌1 | AFTER DARK                  | AFTER DARK                  | AFTER DARK                  | AFTER DARK                  | AFTER DARK                  |
| 翌2 | JOURNEY                     | JOURNEY                     | JOURNEY                     | JOURNEY                     | JOURNEY                     |
| 翌3 | JOURNEY                     | JOURNEY                     | JOURNEY                     | JOURNEY                     | JOURNEY                     |
| 翌4 | JOURNEY                     | JOURNEY                     | JOURNEY                     | JOURNEY                     | JOURNEY                     |

### 週末
| 時     | 土                                    | 日                           |
| ------ | ------------------------------------- | ---------------------------- |
| 5      | SUNRISE                               | SUNRISE                      |
| 6      | RADIO-i SATURDAY MORNING PRESS        | RADIO-I SUNDAY MUSIC WALK    |
| 7      | RADIO-i SATURDAY MORNING PRESS        | RADIO-I SUNDAY MUSIC WALK    |
| 8      | RADIO-i SATURDAY MORNING PRESS        | RADIO-I SUNDAY MUSIC WALK    |
| 9      | RADIO-i SATURDAY MORNING PRESS        | RADIO-I SUNDAY MUSIC WALK    |
| 10     | RADIO-i SATURDAY MORNING PRESS        | RADIO-I SUNDAY MUSIC WALK    |
| 11     | RADIO-i ALOHA VIBES                   | Manoa DNA ～DISCOVER ALOHA～ |
| 12     | RADIO-i ALOHA VIBES                   | Manoa DNA ～DISCOVER ALOHA～ |
| 13     | RADIO-i LANA HANA FLAVOR              | RADIO-i CHRIS CROSS SUNDAY   |
| 14     | RADIO-i LANA HANA FLAVOR              | RADIO-i CHRIS CROSS SUNDAY   |
| 15     | RADIO-i LANA HANA FLAVOR              | RADIO-i CHRIS CROSS SUNDAY   |
| 16     | RADIO-i THE MIDLAND COUNTDOWN 50      | RADIO-i TWILIGHT BREEZE      |
| 17     | RADIO-i THE MIDLAND COUNTDOWN 50      | RADIO-i TWILIGHT BREEZE      |
| 18     | RADIO-i THE MIDLAND COUNTDOWN 50      | RADIO-i TWILIGHT BREEZE      |
| 19     | WIKIWIKI HAWAII ～ON THE TRADE WIND～ | UK UNLIMITED                 |
| 20     | TRAVELLIN' ROCK                       | R-i CLASSY                   |
| 21     | TRAVELLIN' ROCK                       | EVENING SESSION              |
| 22     | RADIO-i meets TRANSAMERICA            | EVENING SESSION              |
| 23     | MIDLAND ARTIST PARADISE               | 姿月あさと SPPULUH×SUPULUH   |
| 23:30  | MIDLAND ARTIST PARADISE               | LANDSCAPE MUSIC              |
| 翌0    | GUTS JAPAN                            | LANDSCAPE MUSIC              |
| 翌0:30 | AFTER DARK                            | AFTER DARK                   |
| 翌1    | AFTER DARK                            | AFTER DARK                   |
| 翌2    | JOURNEY                               | Technical Break（放送休止）  |
| 翌3    | JOURNEY                               | Technical Break（放送休止）  |
| 翌4    | JOURNEY                               | Technical Break（放送休止）  |

- DAY BREAKER～MUSIC&NEWS～（月 - 金5:00 - 7:00）- iJ：サマンサ・ベガ(Samantha Vega)
- RADIO-i MORNING LIVE（月 - 金7:00 - 10:00）- iJ：アスカ（Asuka）（月 - 水）、桑原麻美（2010年1月から6月まで野口美穂）（木・金）
- R-i CAFE（月 - 木10:00 - 12:00）
- 小泉ニロ slow CAFE（月 - 木11:00 - 11:15、R-i CAFE内）（2010年1月から6月まで）- iJ：小泉ニロ
- 城谷朱美 Radio-Therapy（月 - 木11:00 - 11:15、R-i CAFE内）（2010年7月から）- iJ：城谷朱美
- RADIO-i MUSIC SURF（月 - 木12:00 - 17:00）- iJ：上野規行（月・火）、デヴィッド・ヤナセ（David Yanase）（水・木）
- ZOE Style（木14:00 - 15:00、RADIO-i MUSIC SURF内）- iJ：デヴィッド・ヤナセ、ZOE（ゾイ）
- RADIO-i EVENING PRESS（月 - 金17:00 - 19:00）- iJ：須藤理弓
- RADIO-i Kamasami Kong SHOW（月 - 木19:00 - 21:00）- iJ：カマサミ・コング(Kamasami Kong）、東海林舞
- RADIO-i ACROSS THE MUSIC（月 - 木21:00 - 22:00）- iJ：クリス・グレン（Chris Glenn）
- R-i JAZZ（月 - 金22:00 - 翌0:00）
- RADIO-i ALOHA BRUNCH（金10:00 - 12:00）- iJ：ヴァンス・K（Vance K）
- RADIO-i PREMIUM FRIDAY（金12:00 - 17:00）- iJ：アリ・モリズミ（Ali Morizumi）
- RADIO-i BRILLIANT WAVE（金19:00 - 22:00）- iJ：佐野瑛厘
- JIDAI MAP MEETING（土0:00 - 1:00）- iJ：ビビる大木、松岡満(時代MAP編集長）（α-STATIONでも時差放送）
- Sunrise（土・日5:00 - 6:00）- iJ：サマンサ・ベガ
- RADIO-i SATURDAY MORNING PRESS（土6:00 - 11:00）- iJ：こころ（Cocoro）
- RADIO-i ALOHA VIBES（土11:00 - 13:00）- iJ：KUULEI（2010年1月から3月まで荒川れん子）
- RADIO-i LANA HANA FLAVOR（土13:00 - 16:00）- iJ：真渓ハナ
- RADIO-i THE MIDLAND COUNTDOWN 50（土16:00 - 19:00）- iJ：ウィリアム・ジョー（William Joe）
- Wiki Wiki Hawaii -ON THE TRADE WIND-（土19:00 - 20:00）- iJ：飯島寛子（InterFM、LOVE FMでも放送）
- Travellin' Rock（土20:00 - 22:00）- iJ：岡村有里子
- RADIO-i meets TRANSAMERICA（土22:00 - 23:00）- iJ：ルシアーニ（Luciani）
- MIDLAND ARTIST PARADISE（土23:00 - 翌0:00）- iJ：マサオオツボ（Masa Otsubo）
- GUTS Japan（日0:00 - 0:30）- DJ：蔵本天外、鈴木里永
- RADIO-i SUNDAY MUSIC WALK（日6:00 - 11:00）- iJ：清水陽子
- Manoa DNA -DISCOVER ALOHA-（日11:00 - 13:00）- iJ：マノアDNA（Manoa DNA）
- RADIO-i CHRIS CROSS SUNDAY（日13:00 - 16:00）- iJ：クリス・グレン
- RADIO-i TWILIGHT BREEZE（日16:00 - 19:00）- iJ：佐野瑛厘
- UK unlimited（日19:00 - 20:00）- iJ：ガイ・ペリマン（Guy Perryman）
- 川井郁子 SYMPHONIC VOYAGE（日20:00 - 21:00）（2010年1月から6月まで）- iJ：川井郁子
- R-i CLASSY（日20:00 - 21:00）（2010年7月から）
- EVENING SESSION（日21:00 - 23:00）- iJ：岡村有里子（InterFM、LOVE FMでも放送）
- 姿月あさと Sepuluh×Sepuluh（日23:00 - 23:30）- iJ：姿月あさと
- LANDSCAPE MUSIC（日23:30 - 翌0:30）
- After Dark （火 - 金0:00 - 2:00、土1:00 - 2:00、日・月0:30 - 2:00）- iJ：トム・デュフレ（Tom Dufleit）
- Journey（火 - 日2:00 - 5:00）
- Public Service Announcements（月 - 金6:56・12:56・23:56）- 東海地方在住外国人向けの生活情報等を日替り5言語で放送。

### 閉局以前に終了した番組
下記の番組はいずれも2009年12月をもって終了。
- Morning-i（月 - 金6:00 - 9:00）- iJ：Cocoro（以前はユーコ・タケダが担当）
- i-Stream Gold（月 - 金9:00 - 13:00）- iJ：デヴィッド・ヤナセ（月・火・金）、マーク・ベイリー（Mark Bailey）（水・木）
- PM-i（月 - 木13:00 - 15:00）- iJ：クリス・グレン（ZIP-FMから転入）
- RADIO iNTERLINE（月 - 木15:00 - 18:00）- iJ：佐野瑛厘
- Evening-i（月 - 木18:00 - 22:00）- iJ：ユーコ・タケダ（以前はコリン、Cocoroが担当）
- Coconuts Drive（金13:00 - 18:00）- iJ：ヴァンス・K
- Friday Beat Jam（金18:00 - 21:00）- iJ：上野規行
- R-i Jazz Extra（金21:00 - 翌0:00）
- Weekend-i（土・日6:00 - 11:00）- iJ：須藤理弓
- NILO'S Saturday Wave（土12:00 - 13:00）- iJ：小泉ニロ
- Lana Hana Festa（土13:00 - 16:00）- iJ：真渓ハナ
- Hits Master（土16:00 - 20:00）- iJ：ウィリアム・ジョー
- Midnight Surf（土23:00 - 翌0:00）- iJ：ヴァンス・K
- Lucy's Cafe（日11:00 - 13:00）- iJ：ルーシー・ケント（Lucy Kent）
- Sunday Walker From USA（日13:00 - 16:00）- iJ：スティーブ・ケリー（Steve Kelly）
- Cosmo Style（日17:00 - 21:00）- iJ：田代直子（2009年3月までコリン・フィップス、清水陽子が担当）
- Road To Tommorow（日23:00 - 翌0:00）- iJ：東海林舞
- Flashback(?) -ij:?
- Rockin70's show(?) - iJ:クリス・ロバーツ
- DiscoHurricane(?) - iJ:クリス・ロバーツ
- jaminOldies(?) - iJ:デボン・ネコバ
- CountryHighway(?) - iJ:?
- BARAKAN BEAT(?) - iJ:ピーター・バラカン
- AUDIO SQUARE(?) - iJ:前田海嘉
- GOSPEL STREET(?) - iJ:亀渕友香
- RADIO UP NINE(?) - iJ:Ali Morizumi、岡村有里子、豊間根聡

## その他の在名放送局
- NHK名古屋放送局
- 中部日本放送(CBCテレビ)（CBC）（JNN系列）
- 東海テレビ放送（THK）（FNN・FNS系列）
- 中京テレビ放送（CTV）（NNN・NNS系列）
- テレビ愛知（TVA）（TXN系列）
- 名古屋テレビ放送（NBN）（ANN系列）
- 中部日本放送(CBCラジオ)（JRN系列）
- 東海ラジオ放送（SF）（NRN系列）
- エフエム愛知（FM AICHI）（JFN系列）
- ZIP-FM（JFL系列）